# Еманюел Льо Роа Ладюри
Еманюел Льо Роа Ладюри (на френски: Emmanuel Le Roy Ladurie), роден на 19 юли 1929 г. в Льо Мутие ан Сингле, департамент Калвадос, Франция е френски историк медиевист, представител на Школата „Анали“. Ученик на Фернан Бродел. Почетен професор на Колеж дьо Франс, член на Френската академия на моралните и политическите науки.

## Биография
Еманюел Льо Роа Ладюри се ражда в семейството на политика с християнско-демократична ориентация Жак Льо Роа Ладюри, бивш министър на селското стопанство в правителството Виши през 1942 г. и депутат в парламента през 1951 – 1962 г. Завършва Сорбоната; преподава в Университета в Монпелие. През 1966 г. издава първото си голямо изследване – дисертацията си Les paysans de Languedoc (Селяните на Лангедок). В тази книга той лансира тезата за статичността на социално-икономическата история на Лангедок.
През 1975 г. е издаден най-прочутият му труд – Montaillou, village occitan de 1294 à 1324 (Монтаю, едно окситанско село (1294-1324). На базата на материалите, събрани в кампанията за борба с катарската ерес от Жак Фурние, епископ на Памие и по-късно избран за римски папа под името Бенедикт XII, Ладюри възстановява и най-незначителните подробности от живота на селяните на южнофренското село Монтаю на границата на XIII и XIV век. Изследването се превръща в еталон за т.нар. тотална история, представяща цялостно живата социална реалност на миналото, без изкуствено разделяне на отделните сфери на историческия анализ (бит, етика, стопанство). Книгата на Ладюри се смята за един от класическите трудове на микроисторията. Разбира се, към Ладюри са отправени и много критики – главно за недостатъчно критическо отношение към изворите.
През 1973 и 1978 г. излизат двата тома на труда му Le Territoire de l'historien (Територията на историка), посветен на методологията на историята. През 1980 г. е издаден трудът му Le Carnaval de Romans (Карнавалът в Роман), чийто фокус е изследването на масовата сеч по време на карнавала в южнофренското градче Роман през 1580 г.
Важни са и заниманията на Ладюри с историята на климата и влиянието му върху социално-икономическите процеси. Той издига концепцията за равновесието на екодемографската система на Европа през XIV – средата на XVIII век.
В течение на години Ладюри е член на Френската комунистическа партия; през 1963 г. преминава в Обединената социалистическа партия, изтъквайки като основна причина потушаването на Унгарското въстание седем години преди това.

## Произведения
- Les Paysans de Languedoc (Селяните на Лангедок), 1966.
- Montaillou, village occitan (Монтаю, едно окситанско село), 1975.
Монтаю: катарите и Инквизицията (1294-1324). Превод от френски Недка Капралова. София: Изток-Запад, 2017, 600 с.[2]
- Le Territoire de l'historien Vol. 1 (Територията на историка, т.1), 1973.
- Le Territoire de l'historien Vol. 2 (Територията на историка, т.2), 1978.
- Le Carnaval de Romans, 1579-1580 (Карнавалът в Роман, 1579-1580), 1980.
- Histoire du climat depuis l'An Mil (История на климата след хилядната година), 1983.
- L'État royal (Кралската държава), 1987.
- L'Ancien Régime (Старият режим), 1991.
- Le Siècle des Platter (1499-1628), Le mendiant et le professeur, 1995.
- Saint-Simon, le système de la Cour (Сен Симон, системата на Двора), 1997.
- Histoire de la France des Régions (История на Франция на регионите), 2001.
- Histoire des paysans français, de la peste noire à la Révolution (История на френските селяни от Черната чума до Революцията), 2002.
- Histoire humaine et comparée du climat (Човешка и сравнителна история на климата), Paris, Fayard, 2004.
- Abrégé d'Histoire du climat (Очерк по история на климата), Paris, Fayard, 2007.
- Histoire et système (ред.), Paris Le Cerf, 2010.
- La Civilisation rurale (Селската цивилизация), Paris, Allia, 2012.
- Une vie avec l'histoire. Mémoires (Живот с историята. Мемоари), Paris, Tallandier, 2014.
- Les Paysans français d'Ancien Régime (Френските селяни при Стария режим), Paris, Le Seuil, 2015
- Huit leçons d'histoire, Paris, Fayard, 2016.
- Brève histoire de l'Ancien Régime (Кратка история на Стария режим), Fayard, 2017, 416 p.